# Diagramma pictum
Diagramma pictum és una espècie de peix pertanyent a la família dels hemúlids.

## Descripció
- Pot arribar a fer 100 cm de llargària màxima (normalment, en fa 55) i 6.300 g de pes.
- 9-10 espines i 21-25 radis tous a l'aleta dorsal i 3 espines i 7 radis tous a l'anal.
- Els joves són de color groc o blanc amb ratlles negres i amples. Els adults són grisos clars o amb taques.[3][4][5][6]

## Alimentació
Menja invertebrats bentònics i peixos.

## Hàbitat
És un peix marí, associat als esculls i de clima tropical (32°N-32°S) que viu entre 1 i 170 m de fondària (normalment, entre 1 i 50).

## Distribució geogràfica
Es troba des del mar Roig i l'Àfrica oriental fins al Japó i Nova Caledònia.

## Costums
Es comercialitza fresc i congelat.

## Observacions
N'hi ha informes d'enverinament per ciguatera.